# Jüdischer Friedhof (Dringenberg)

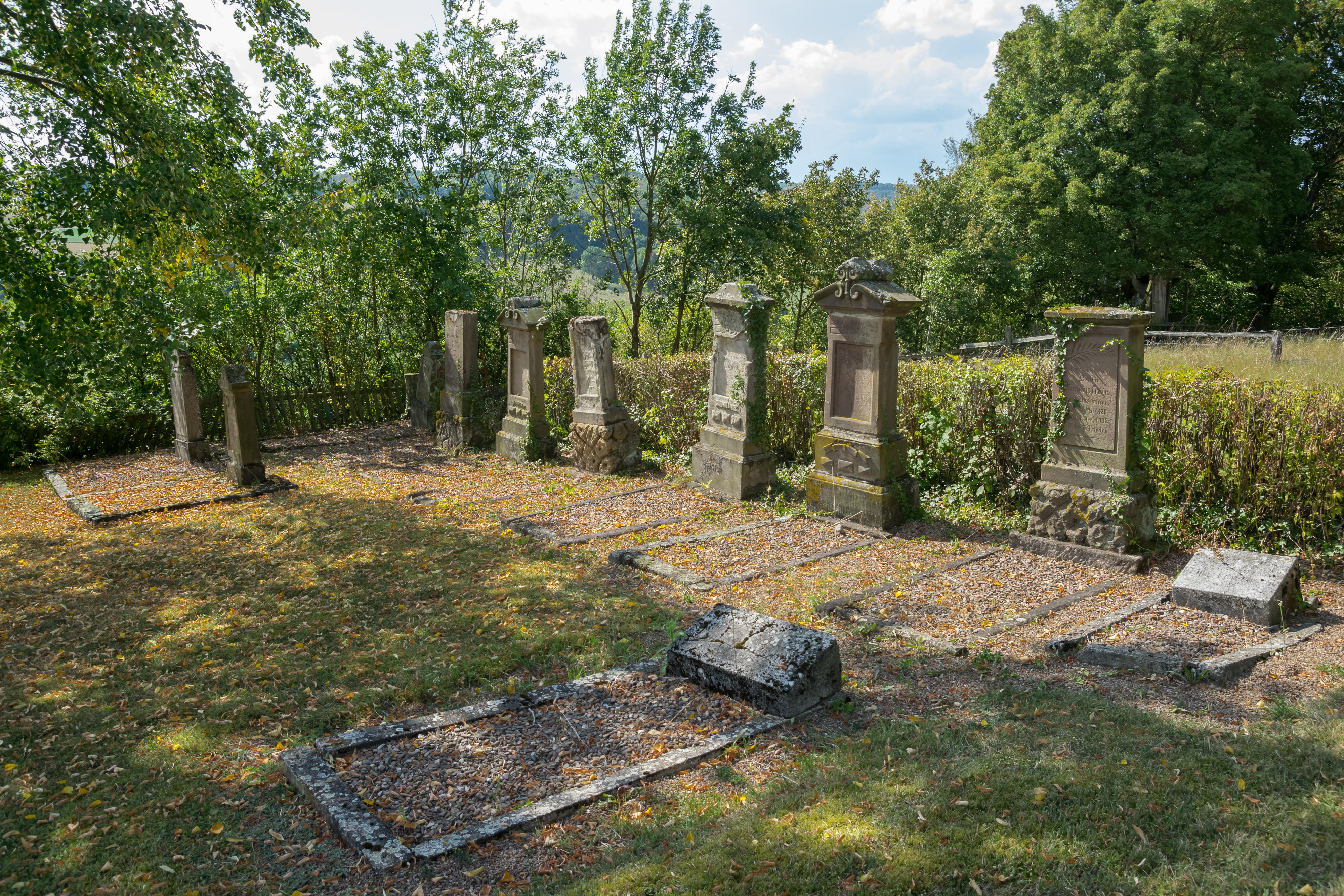
Jüdischer Friedhof Dringenberg

Der Jüdische Friedhof Dringenberg befindet sich im Bad Driburger Stadtteil Dringenberg im Kreis Höxter in Nordrhein-Westfalen. Als jüdischer Friedhof ist er ein Baudenkmal. Er wurde am 9. Oktober 1995 in die Denkmalliste der Stadt Driburg eingetragen.
Auf dem Friedhof am Schonlaublick befinden sich elf Grabsteine.

## Geschichte
Der Friedhof wurde von der Mitte des 19. Jahrhunderts an belegt. Die Belegungsdauer ist unbekannt. Die noch vorhandenen Grabsteine stammen aus den Jahren 1887 bis 1923. Die Inschriften der Grabsteine wurden 2021 dokumentiert und können in Datenbanken des Steinheim-Instituts nachgelesen werden.